# Safawi Rasid
Đây là một tên người Mã Lai. Theo tập quán Mã Lai, tên gọi hay được sử dụng hơn. Tên gọi của người này là Muhammad Safawi.
Muhammad Safawi bin Rasid (sinh ngày 5 tháng 3 năm 1997) là một cầu thủ bóng đá chuyên nghiệp người Malaysia hiện đang thi đấu cho câu lạc bộ Terengganu theo dạng cho mượn từ Johor Darul Ta'zim và đội tuyển quốc gia Malaysia. Anh chủ yếu chơi ở vị trí tiền vệ cánh nhưng cũng có thể đá tiền đạo.

## Gia đình
Safawi có 13 anh chị em và hầu hết trong số họ đều thi đấu các môn thể thao như cầu mây, bóng đá và khúc côn cầu. Anh là anh chị em thứ 9 và là niềm tự hào của người dân Dungun.

## Sự nghiệp

### Sang Bồ Đào Nha thi đấu
Tháng 10 năm 2020, Safawi gia nhập câu lạc bộ Portimonense của Bồ Đào Nha theo dạng cho mượn một mùa giải. Anh ra mắt đội U-23 trong trận thua 3–1 trước U-23 Sporting CP vào ngày 16 tháng 10 năm 2020. Hợp đồng cho mượn bị cắt ngắn vào cuối tháng 12 năm 2020 sau khi Safawi không thể cạnh tranh suất đá chính cho đội một Portimonense.

## Thống kê sự nghiệp

### Câu lạc bộ
Tính đến ngày 12 tháng 9 năm 2021
| Câu lạc bộ          | Mùa giải       | Giải đấu                | Giải đấu | Giải đấu | Cúp Quốc gia | Cúp Quốc gia | Cúp Liên đoàn | Cúp Liên đoàn | Châu lục | Châu lục | Tổng cộng | Tổng cộng |
| Câu lạc bộ          | Mùa giải       | Hạng                    | Trận     | Bàn      | Trận         | Bàn          | Trận          | Bàn           | Trận     | Bàn      | Trận      | Bàn       |
| ------------------- | -------------- | ----------------------- | -------- | -------- | ------------ | ------------ | ------------- | ------------- | -------- | -------- | --------- | --------- |
| T-Team              | 2015           | Malaysia Premier League | 15       | 1        | 2            | 0            | 2             | 1             | —        | —        | 19        | 2         |
| T-Team              | 2016           | Malaysia Super League   | 20       | 2        | 1            | 1            | 9             | 1             | —        | —        | 30        | 4         |
| T-Team              | Tổng cộng      | Tổng cộng               | 35       | 3        | 3            | 1            | 11            | 2             | —        | —        | 49        | 6         |
| Johor Darul Ta'zim  | 2017           | Malaysia Super League   | 7        | 1        | 7            | 1            | 1             | 0             | 6        | 1        | 21        | 3         |
| Johor Darul Ta'zim  | 2018           | Malaysia Super League   | 21       | 6        | 4            | 3            | 5             | 4             | 5        | 3        | 35        | 16        |
| Johor Darul Ta'zim  | 2019           | Malaysia Super League   | 21       | 8        | 0            | 0            | 10            | 11            | 5        | 1        | 36        | 20        |
| Johor Darul Ta'zim  | 2020           | Malaysia Super League   | 7        | 7        | 0            | 0            | 0             | 0             | 2        | 1        | 9         | 8         |
| Johor Darul Ta'zim  | 2021           | Malaysia Super League   | 17       | 3        | 0            | 0            | 0             | 0             | 3        | 0        | 20        | 3         |
| Johor Darul Ta'zim  | Tổng cộng      | Tổng cộng               | 73       | 25       | 11           | 4            | 16            | 15            | 21       | 6        | 121       | 50        |
| Portimonense (mượn) | 2020–21        | Primeira Liga           | 0        | 0        | 0            | 0            | 0             | 0             | —        | —        | 0         | 0         |
| Tổng sự nghiệp      | Tổng sự nghiệp | Tổng sự nghiệp          | 98       | 27       | 14           | 5            | 27            | 17            | 20       | 6        | 154       | 54        |

### Quốc tế
Tính đến ngày 21 tháng 11 năm 2023
| Đội tuyển quốc gia Malaysia | Đội tuyển quốc gia Malaysia | Đội tuyển quốc gia Malaysia |
| Năm                         | Trận                        | Bàn                         |
| --------------------------- | --------------------------- | --------------------------- |
| 2016                        | 3                           | 0                           |
| 2017                        | 3                           | 2                           |
| 2018                        | 11                          | 2                           |
| 2019                        | 10                          | 6                           |
| 2021                        | 6                           | 5                           |
| 2022                        | 16                          | 3                           |
| 2023                        | 9                           | 2                           |
| Tổng cộng                   | 58                          | 20                          |

### Bàn thắng quốc tế
| #  | Ngày                 | Địa điểm                                                             | Đối thủ           | Bàn thắng | Kết quả | Giải đấu                      |
| -- | -------------------- | -------------------------------------------------------------------- | ----------------- | --------- | ------- | ----------------------------- |
| 1  | 10 tháng 11 năm 2017 | Sân vận động I-Mobile mới, Buriram, Thái Lan                         | CHDCND Triều Tiên | 1–4       | 1–4     | Vòng loại AFC Asian Cup 2019  |
| 2  | 13 tháng 11 năm 2017 | Sân vận động I-Mobile mới, Buriram, Thái Lan                         | CHDCND Triều Tiên | 1–4       | 1–4     | Vòng loại AFC Asian Cup 2019  |
| 3  | 3 tháng 11 năm 2018  | Sân vận động Quốc gia Bukit Jalil, Kuala Lumpur, Malaysia            | Maldives          | 2–0       | 3–0     | Giao hữu                      |
| 4  | 11 tháng 12 năm 2018 | Sân vận động Quốc gia Bukit Jalil, Kuala Lumpur, Malaysia            | Việt Nam          | 2–2       | 2–2     | AFF Cup 2018                  |
| 5  | 2 tháng 6 năm 2019   | Sân vận động Quốc gia Bukit Jalil, Kuala Lumpur, Malaysia            | Nepal             | 1–0       | 2–0     | Giao hữu                      |
| 6  | 7 tháng 6 năm 2019   | Sân vận động Quốc gia Bukit Jalil, Kuala Lumpur, Malaysia            | Đông Timor        | 4–0       | 7–1     | Vòng loại FIFA World Cup 2022 |
| 7  | 7 tháng 6 năm 2019   | Sân vận động Quốc gia Bukit Jalil, Kuala Lumpur, Malaysia            | Đông Timor        | 5–1       | 7–1     | Vòng loại FIFA World Cup 2022 |
| 8  | 9 tháng 11 năm 2019  | Sân vận động Quốc gia Bukit Jalil, Kuala Lumpur, Malaysia            | Tajikistan        | 1–0       | 1–0     | Giao hữu                      |
| 9  | 19 tháng 11 năm 2019 | Sân vận động Quốc gia Bukit Jalil, Kuala Lumpur, Malaysia            | Indonesia         | 1–0       | 2–0     | Vòng loại FIFA World Cup 2022 |
| 10 | 19 tháng 11 năm 2019 | Sân vận động Quốc gia Bukit Jalil, Kuala Lumpur, Malaysia            | Indonesia         | 2–0       | 2–0     | Vòng loại FIFA World Cup 2022 |
| 11 | 15 tháng 6 năm 2021  | Sân vận động Al-Maktoum, Dubai, Các Tiểu vương quốc Ả Rập Thống nhất | Thái Lan          | 1–0       | 1–0     | Vòng loại FIFA World Cup 2022 |
| 12 | 6 tháng 12 năm 2021  | Sân vận động Bishan, Bishan, Singapore                               | Campuchia         | 1–0       | 3–1     | AFF Cup 2020                  |
| 13 | 9 tháng 12 năm 2021  | Sân vận động Bishan, Bishan, Singapore                               | Lào               | 1–0       | 4–0     | AFF Cup 2020                  |
| 14 | 9 tháng 12 năm 2021  | Sân vận động Bishan, Bishan, Singapore                               | Lào               | 2–0       | 4–0     | AFF Cup 2020                  |
| 15 | 9 tháng 12 năm 2021  | Sân vận động Bishan, Bishan, Singapore                               | Lào               | 4–0       | 4–0     | AFF Cup 2020                  |
| 16 | 1 tháng 6 năm 2022   | Sân vận động Quốc gia Bukit Jalil, Kuala Lumpur, Malaysia            | Hồng Kông         | 1–0       | 2–0     | Giao hữu                      |
| 17 | 8 tháng 6 năm 2022   | Sân vận động Quốc gia Bukit Jalil, Kuala Lumpur, Malaysia            | Turkmenistan      | 1–0       | 3–1     | Vòng loại AFC Asian Cup 2023  |
| 18 | 14 tháng 6 năm 2022  | Sân vận động Quốc gia Bukit Jalil, Kuala Lumpur, Malaysia            | Bangladesh        | 1–0       | 4–1     | Vòng loại AFC Asian Cup 2023  |
| 19 | 14 tháng 6 năm 2023  | Sân vận động Sultan Mizan Zainal Abidin, Terengganu, Malaysia        | Quần đảo Solomon  | 3–1       | 4–1     | Giao hữu                      |
| 20 | 20 tháng 6 năm 2023  | Sân vận động Sultan Mizan Zainal Abidin, Terengganu, Malaysia        | Papua New Guinea  | 1–0       | 10–0    | Giao hữu                      |